# Nöpps

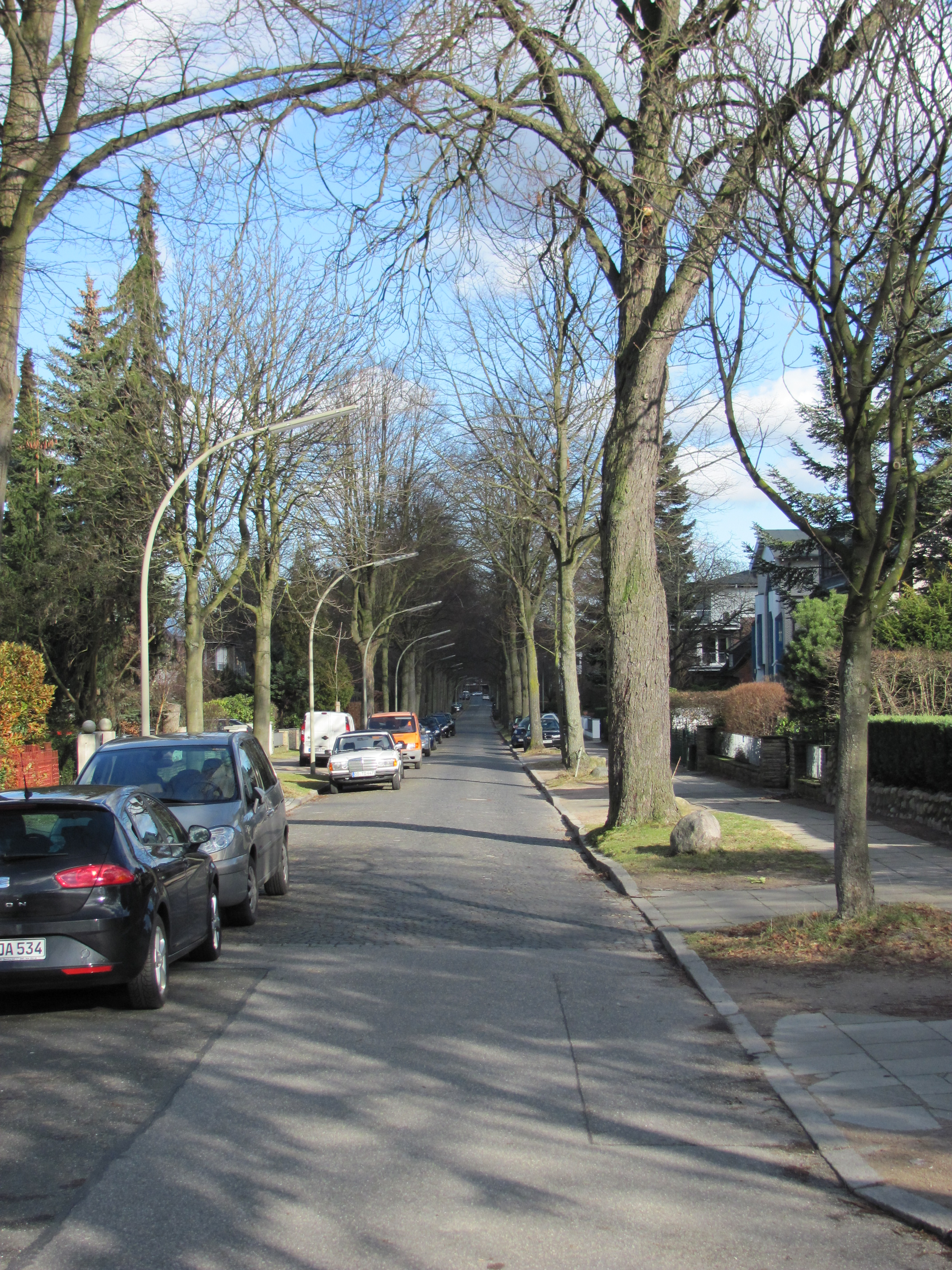
Nöpps, Februar 2012

Nöpps ist eine Wohnstraße im Hamburger Stadtteil Marienthal im Bezirk Wandsbek. Der Name geht zurück auf die Bezeichnung für einen kleinen Hügel sowie die an diesem Ort gelegenen Flurstücke Vorderste Nöpps und Hinterste Nöpps.
Die 700 Meter lange Straße liegt parallel zur Bundesautobahn 24, verläuft von der Oktaviostraße zur Rennbahnstraße, wo sie seit deren Ausbau als Sackgasse endet. Um 1860 wurde sie als Baugrund angelegt, sie war Teil der Gartenstadtplanung des Kaufmanns Johann Anton Wilhelm von Carstenn. Im westlichen Teil, zwischen Rennbahnstraße und heutiger Luisenstraße, erhielt sie den Namen 1. Antonstraße, im mittleren, bis zur Ernst-Albers-Straße, den Namen 2. Antonstraße. Der östliche Abschnitt bis zur Oktaviostraße wurde bis etwa 1880 erschlossen und Reimersstraße genannt. Eine Zusammenlegung der Straßen unter der gemeinsamen Bezeichnung Nöpps erfolgte mit der Hamburger Straßenreform 1947.

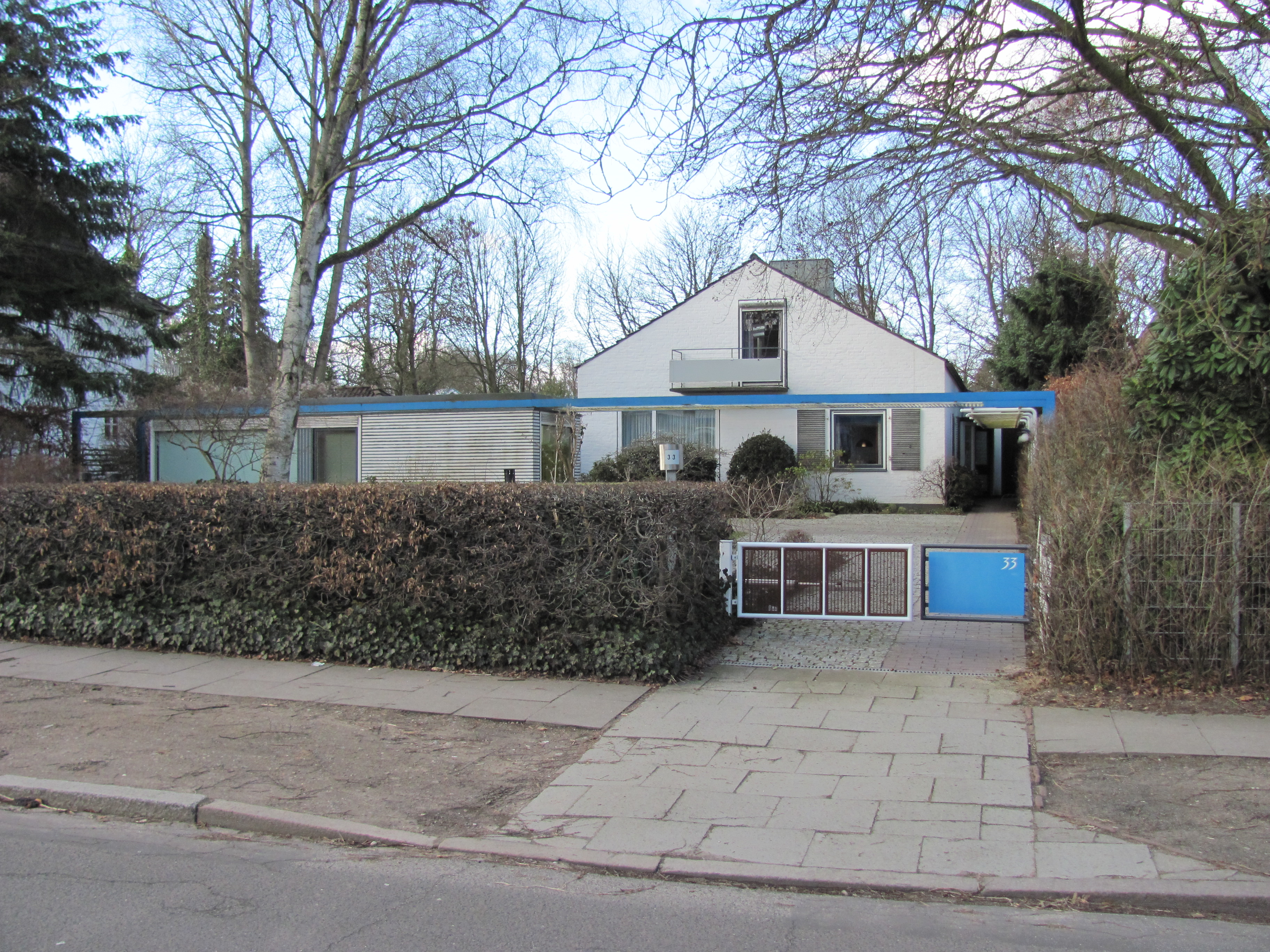
Haus Sandtmann

Bauhistorisch von Interesse ist das Haus Sandtmann mit der Adresse Nöpps 33 des Architekten Horst Sandtmann (1923–1994), das dieser 1955 für sich selbst als Wohn- und Ateliergebäude geplant und errichtet hat. Wohnhaus und Atelier sind mitsamt straßenseitiger Einfriedung, überdachter Zuwegung, Terrasse und Lampen als Denkmal erkannt.
Als „Straße in Hamburg, über die Deutschland spricht“ fand der Nöpps im Jahr 2005 mediale Beachtung, nachdem das Landgericht Hamburg in einem zuvor acht Jahre andauernden Rechtsstreit die Schließung eines Kindergartens verfügte. Nachbarn hatten wegen der Lärmbelästigung geklagt und Recht bekommen. Das Urteil wurde bundesweit mit Unverständnis aufgenommen.